# Erythrodontium barteri
Erythrodontium barteri är en bladmossart som beskrevs av Brotherus 1907. Erythrodontium barteri ingår i släktet Erythrodontium och familjen Entodontaceae. Inga underarter finns listade i Catalogue of Life.